# Мэк, Эбигейл
Эбигейл Мэк (англ. Abigail Mac; род. 2 июня 1988 года, Балтимор) — американская порноактриса.

## Биография
Эбигейл Мэк родилась 2 июня 1988 года в Балтиморе, штат Мэриленд, США. После окончания школы работала хостес в ресторане. Затем стала вебкам-моделью, сотрудничала с сайтами Bang Bros, Blacked, Brazzers, Girlsway, Playtime и другими.
В 24 года начала карьеру порноактрисы. С 2012 по 2018 год снялась в 395 порнофильмах.
Сама Эбигейл утверждает, что она на 75 % лесбиянка.

## Награды
| Год  | Награда    | Категория                          | Работа             | Результат |
| ---- | ---------- | ---------------------------------- | ------------------ | --------- |
| 2016 | AVN Awards | Лучшая сцена — Мужчина/женщина     | Black & White 4    | Победа    |
| 2016 | AVN Awards | Лучшая сцена мастурбации/стриптиза | Black & White 4    | Победа    |
| 2017 | XBIZ Award | Лучшая актриса — Пародия           | True Detective XXX | Победа    |

## Избранная фильмография
- Alexis Loves Girls[5]
- Blondes Licking Brunettes[6]
- Busty Workout 2[7]
- Dredd 2[8]
- Girl Fever[9]
- Good Fuck To You[10]
- Lex the Impaler 9[11]
- Oiled Up 4[12]
- Sex and Confidence[13]
- Tasty Treats[14]
- Trouble X 2[15].